# Jordan Santiago
Jordan Christopher Santiago (Calgary, 3 april 1991) is een Spaans-Canadees voormalig voetballer die als doelman voor SC Veendam speelde.

## Carrière
Jordan Santiago speelde in de jeugdteams van verschillende Canadese voetbalclubs, tot hij in 2008 naar Cardiff City FC vertrok. Hier zat hij van 2009 tot 2012 enkele wedstrijden in de Championship en EFL Cup op de bank, maar kwam hier niet in actie. In 2012 vertrok hij naar SC Veendam, waar hij zijn debuut in het betaald voetbal maakte. Dit was op 23 november 2012, in de met 3-2 gewonnen thuiswedstrijd tegen SBV Excelsior. Hij kwam in de rust in het veld voor Theo Timmermans. Na vier wedstrijden gespeeld te hebben, vertrok Santiago in de winterstop bij Veendam, zoals van tevoren met hem was afgesproken. Hij werd jeugdkeeperstrainer bij West Ham United FC.

### Statistieken
| Seizoen                      | Club            | Land           | Competitie                   | Competitie | Competitie | Beker | Beker | Totaal | Totaal |
| Seizoen                      | Club            | Land           | Competitie                   | Wed.       | Dlp.       | Wed.  | Dlp.  | Wed.   | Dlp.   |
| ---------------------------- | --------------- | -------------- | ---------------------------- | ---------- | ---------- | ----- | ----- | ------ | ------ |
| 2009/10                      | Cardiff City FC | Wales          | Football League Championship | 0          | 0          | 0     | 0     | 0      | 0      |
| 2010/11                      | Cardiff City FC | Wales          | Football League Championship | 0          | 0          | 0     | 0     | 0      | 0      |
| 2011/12                      | Cardiff City FC | Wales          | Football League Championship | 0          | 0          | 0     | 0     | 0      | 0      |
| 2012/13                      | Cardiff City FC | Wales          | Football League Championship | 0          | 0          | 0     | 0     | 0      | 0      |
| 2012/13                      | SC Veendam      | Nederland      | Eerste divisie               | 4          | 0          | 0     | 0     | 4      | 0      |
| Carrièretotaal               | Carrièretotaal  | Carrièretotaal | Carrièretotaal               | 4          | 0          | 0     | 0     | 4      | 0      |
| Bijgewerkt op 4 januari 2018 |                 |                |                              |            |            |       |       |        |        |